# Romeinse zuilen in Brindisi

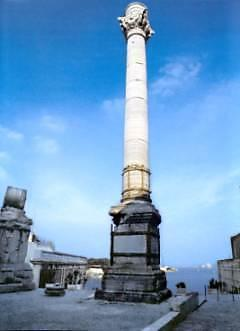
Twee zuilen gezien vanuit de Via Appia

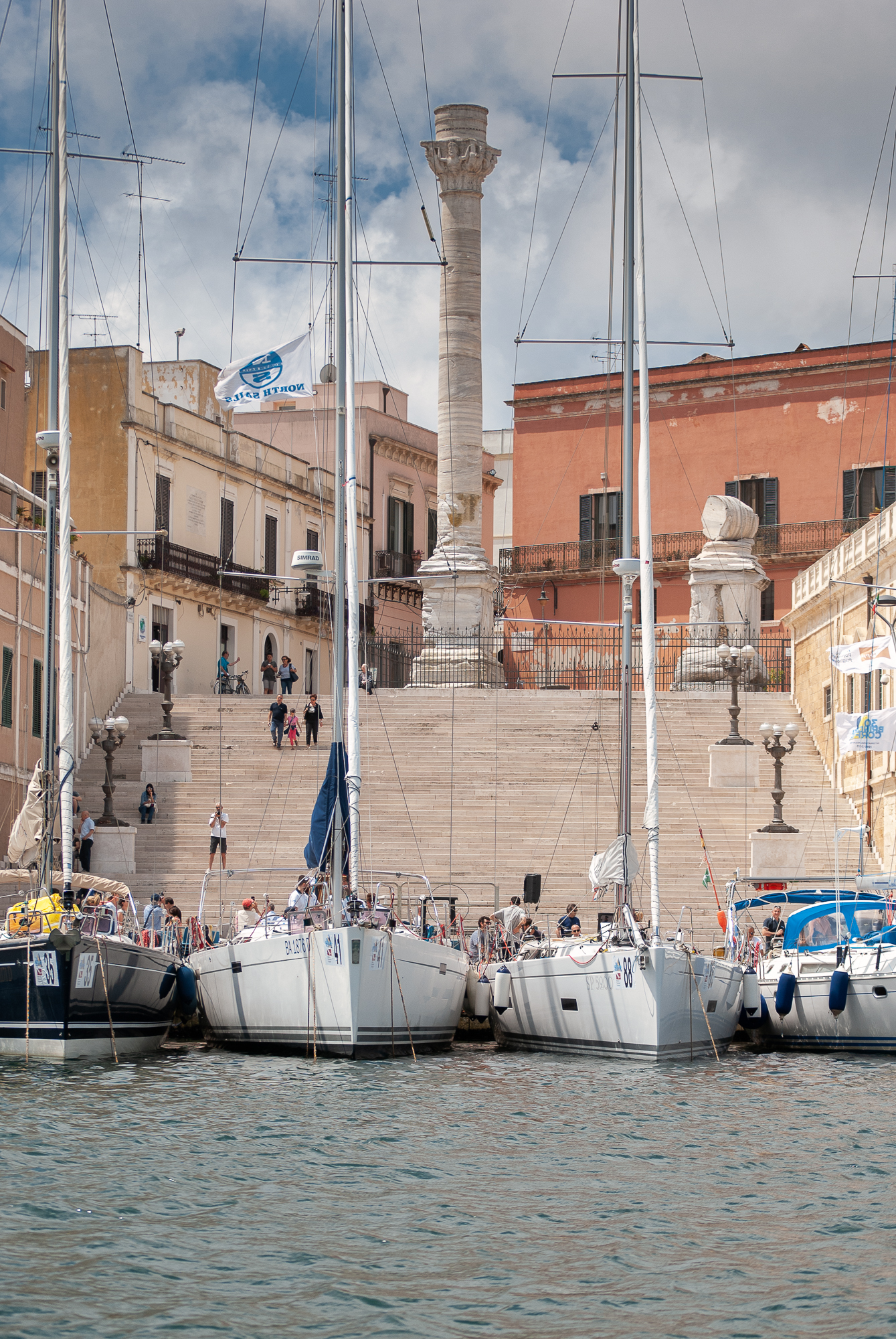
Zicht vanuit de haven van Brindisi

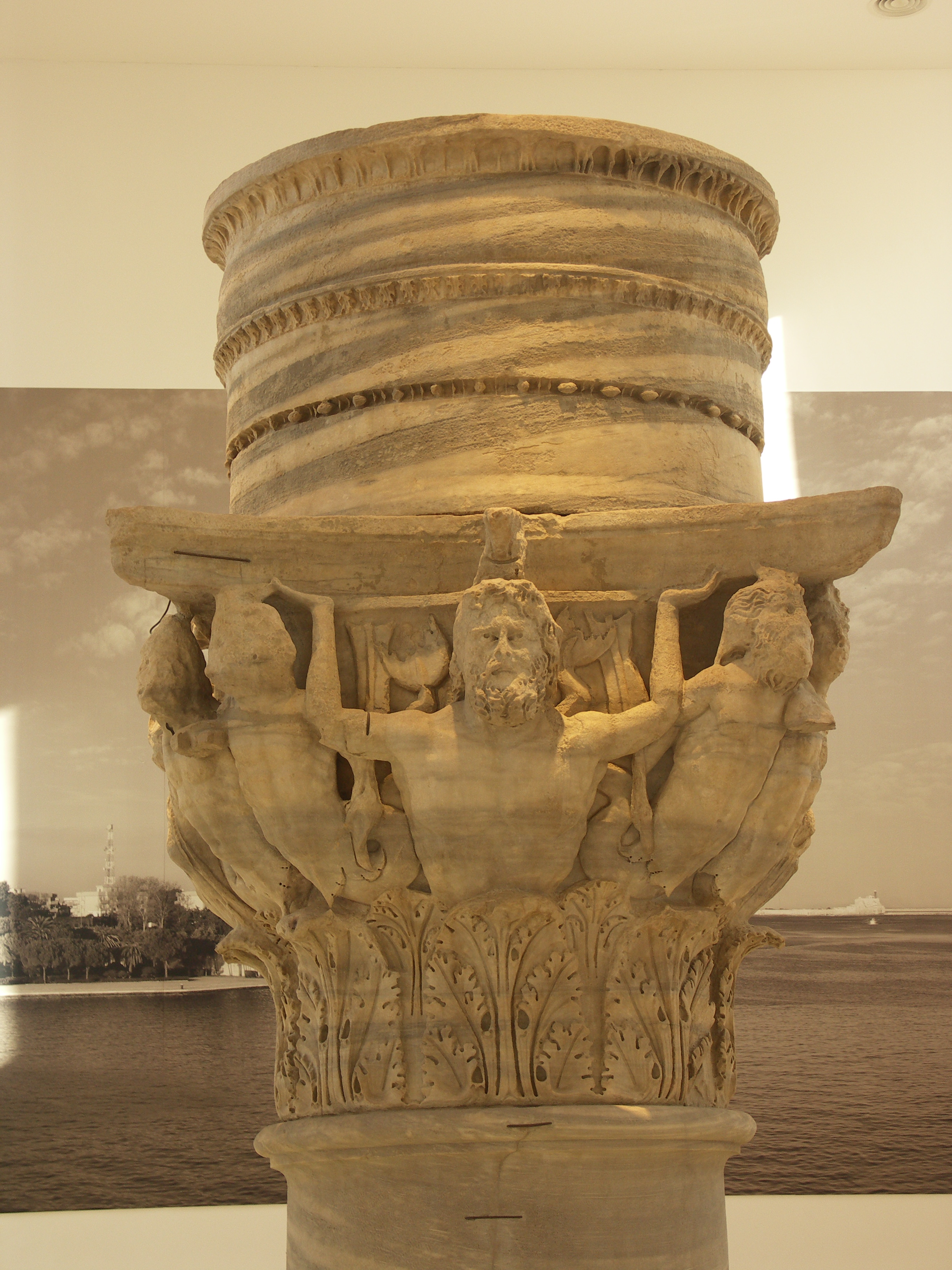
Kapiteel van de intacte zuil

De twee Romeinse zuilen (2e eeuw) in Brindisi, Italië, stonden aan het einde van de Via Appia. Ze bevinden zich in de haven van Brindisi. Ze worden in het Italiaans ook genoemd de zuilen van de haven of Colonne del Porto.
Een is intact gebleven; van de tweede blijft enkel de basis over na de aardbeving van 1528. 

## Beschrijving
De twee zuilen zijn gemaakt van Oosters marmer, ook bekend als marmer van Marmara (in het Grieks: Prokonnesos). De twee zuilen waren zowel een hommage aan de Romeinse soldaten die de haven van Brindisi gebruikten als een herkenningsteken. De beide zuilen waren oorspronkelijk even hoog. De ene heeft de oorspronkelijke hoogte van circa 19 meter behouden; het kapiteel meet zelf zowat 2 meter. Bovenop elke zuil stond een koperen standbeeld. De andere zuil bevat slechts het voetstuk en een enkel zuilelement.
Het oorspronkelijk kapiteel van de intacte zuil bevindt zich in het museum Corte d’Assise in Brindisi; in de haven staat een kopie gegoten uit hars. Het beeldt aan elk van de vier zijden een Romeinse god uit; het gaat gepaard telkens om een mannelijke en vrouwelijke god. Op de hoekpunten staan tritonen. 
In het voetstuk van de intacte zuil staat een stuk van een zin in het Latijn. Een persoon wordt vermeld: Lupus Prospatharius. Dit kan een Romeins persoon geweest zijn ofwel de gelijknamige Byzantijnse geschiedschrijver uit de 9e eeuw. De tekst in de andere zuil is niet meer te lezen.

## Historiek
De Via Appia werd aangelegd in de 4e eeuw, aanvankelijk eerst het traject Rome – Capua, en in de loop van de 3e eeuw via Benevento en Tarente verlengd tot Brindisi. Op het eindpunt stond er eerst een merkteken in de haven doch deze is verloren gegaan. De voet van de beide zuilen dateert van de eerste eeuw v.Chr. en is dus ouder dan de marmeren zuilen. Naar aanname van historici was het keizer Trajanus die de twee zuilen liet oprichten in de tweede eeuw. 
Op elk van de zuilen stond oorspronkelijk een koperen beeld.
Weergaven van de twee zuilen werden vanaf de jaren 1300 gebruikt in munten en zegels als symbool van de stad Brindisi in de Middeleeuwen. 
Op 20 november 1528 viel de tweede zuil in stukken door een aardbeving. De brokstukken bleven nog wel een eeuw op de grond liggen. Het kapiteel ervan had vier vrouwelijke figuren op de vier vlakken en rond hen Perzische figuren. De figuren werden weggehakt om samen met het marmer op de grond te hergebruiken in de zuil van de heilige Orontius in Lecce. Na de pest van 1657 gaf de graaf van Castrillo, onderkoning van Napels, het bevel om alle brokstukken in Brindisi bijeen te rapen en over te brengen naar Lecce. De burgemeester van Brindisi, Carlo Monticelli Ripa, protesteerde nog doch de vicekoning organiseerde het transport. 
In 1937 schreef Margherita Sarfatti in La Stampa dat de zuil van de heilige Orontius moest teruggesleept worden naar Brindisi. De Hoge Raad voor Schone Kunsten van Italië vond van niet omdat de oorspronkelijke Romeinse zuil toch nooit zou kunnen herbouwd worden.
In 1940, bij het uitbreken van de Tweede Wereldoorlog in Italië, werden de twee zuilen ontmanteld en veilig opgeborgen. In 1948 liet de stad hen terug opbouwen.
In 1996 voerden archeologen onderzoek uit naar de ondergrond van de beide voetstukken. De zuilen werden opnieuw ontmanteld. In de cementering uit de Romeinse tijd hadden er zich holtes ontwikkeld. Het eroderend werk van regenwater was hier de verklaring. Dit werd hersteld in de jaren 1996-2002. Tijdens de herstelwerken in de ondergrond stootten de onderzoekers op een privé-tuin uit de 18e eeuw die tot tegen de zuilen liep. In 2003 werden de zuilen opnieuw samengesteld en opgericht op hun oorspronkelijke plaats.
De twee Romeinse zuilen zijn door de eeuwen heen, in een of andere vorm, blijven bestaan in het wapenschild van de stad Brindisi.